# 福元健之
福元 健之（ふくもと たけゆき、1979年11月26日 - ）は、日本の実業家。CROOZ TRAVELIST 株式会社の代表取締役社長。
千葉県出身。千葉県立長生高等学校、中央大学理工学部情報工学科卒業。弟は元プロ野球選手の福元淳史。

## 略歴
- 2003年4月 株式会社サイバーエージェントに入社。広告営業、投資部門、社長室所属を経験。
- 2005年7月 サイバーエージェントとの共同出資で株式会社クラウンジュエルを創業し、代表取締役に就任。
- 2011年5月 ZOZOTOWNを運営する株式会社スタート・トゥデイにクラウンジュエルを売却。
- 2011年10月 ZOZO USEDをオープン。
- 2013年6月 株式会社クラウンジュエル代表取締役を退任。
- 2013年8月 株式会社モブキャスト執行役員に就任。
- 2015年3月 株式会社モブキャスト取締役に就任。
- 2017年3月 株式会社モブキャスト取締役を退任。
- 2017年5月 クルーズ株式会社が株式会社トラベルオンラインを買収し、トラベルオンライン代表取締役に就任。
- 2017年8月 社名を CROOZ TRAVELIST 株式会社に変更。格安航空券比較・購入サービス「トラベリスト」を運営。